# 天満神社 (稲美町)
天満神社（てんまじんじゃ）は兵庫県加古郡稲美町にある天満宮である。

## 祭神
- 天満天神
- 大年大神（池大明神）
- 市杵島姫命（弁財天）

## 由緒
社伝では、元は王子権現や隣接する天満大池を神格化した池大明神を祭神としていたが、菅原道真が大宰府に向かう途上に当地で休息をしたという伝承から道真を主祭神とする天満宮になったと伝えている。

## 例祭
- 春祭（祈年祭）　3月下旬
- 夏祭　7月第4日曜日
- みたま祭　8月15日
- 秋祭（例祭）　10月のスポーツの日の前々日の土曜日（宵宮）,スポーツの日の前日の日曜日（本宮）
- 国恩祭

### 秋季例大祭
10月、スポーツの日の前々日・前日に行われる。屋台（太鼓台）練り（岡西・国岡）と獅子舞（岡西・国岡・国安・十七丁・蛸草・六分一・岡東・北山）が奉納される。
神輿渡御では神事として神輿が天満大池に投げ込まれる。この神事は、みそぎとして、また農業用のため池である天満大池の満水と五穀豊穣を願って行われている。

### 十六人方当番
| 年度   | 地区名                           |
| ------ | -------------------------------- |
| 2023年 | 下澤                             |
| 2024年 | 向山                             |
| 2025年 | 中一色                           |
| 2026年 | 幸竹                             |
| 2027年 | 中村（中村・菊徳）               |
| 2028年 | 森安                             |
| 2029年 | 六分一                           |
| 2030年 | 国安（国安・国北・琴池）         |
| 2031年 | 岡（岡西・岡東・十七丁・出新田） |
| 2032年 | 蛸草                             |
| 2033年 | 国岡                             |
| 2034年 | 北山（北山・金守）               |

## 所在地
- 兵庫県加古郡稲美町国安539